# Oligosita clarimaculosa
Oligosita clarimaculosa är en stekelart som först beskrevs av Girault 1911.  Oligosita clarimaculosa ingår i släktet Oligosita och familjen hårstrimsteklar. Inga underarter finns listade i Catalogue of Life.